# Erioptera wellsae
Erioptera wellsae är en tvåvingeart som beskrevs av Günther Theischinger 1994. Erioptera wellsae ingår i släktet Erioptera och familjen småharkrankar. Inga underarter finns listade i Catalogue of Life.